# Unreal Engine
Unreal Engine（アンリアルエンジン、UE）は、アメリカ合衆国のEpic Gamesより開発されたゲームエンジンである。
1998年にファーストパーソン・シューティングゲーム (FPS) である『Unreal』で初めて実装された。その後、多くのゲーム開発だけでなく映画制作、建築可視化、バーチャルプロダクション、シミュレーションなど幅広い用途で利用されている。

## 特徴
Unreal Engineはエピックゲームズが自社で開発した『Unreal』、『Unreal Tournament』シリーズ、『Gears of War』シリーズ、『フォートナイト』、『Infinity Blade』はもちろんの事、同業他社が開発した『レインボーシックス』シリーズ、『レッドスティール』、『バイオショック』および『ミラーズエッジ』など多くのゲームで採用されている。
その他にも、NASAの宇宙飛行士訓練やウォルト・ディズニー・カンパニーの映画製作とテーマパークに利用されるなど様々なジャンルで使われ、「最も成功したビデオゲームエンジン」としてギネス世界記録にもなっている。
Unreal Engineのコア部分はC++で記述されている。Unreal Engineは高レベルの移植性という特徴があり、Windows、macOS、Linux、iOS、Android、Nintendo Switch、PlayStation 4、PlayStation 5、Xbox Oneなどをサポートしている。
UE3までは、多くのゲームコードはC++やプロプライエタリなスクリプト言語であるUnrealScriptで記述されていた。UE4以降はノードベースのスクリプティングシステム Blueprint が提供され、またコードベースの実装はC++へ移行した。ゲームの大部分はエンジン内部を深く探求せずに実装でき、他のミドルウェアと共に使用するとき、コンテント作成においてゲームデザイナーとアーティストの両方を支援する様々なツールも提供している。

## バージョン

### Unreal Engine 1
1998年に誕生し、第1世代Unreal Engineはレンダリング、コリジョン探索、AI、グラフィック、ネットワーク、ファイルシステム管理を1つの完全なエンジンに統合した。統合レベルの使用に応じて、いくつかのトレードオフはその時に使用できるハードウェアで性能を維持するために必要である。例えば、Epic Gamesはプレイできるフレームレートを維持するために円柱コリジョン探索を使用することに決定した。Epic Gamesはこのエンジンを『Unreal』と『Unreal Tournament』に使用した。

### Unreal Engine 2

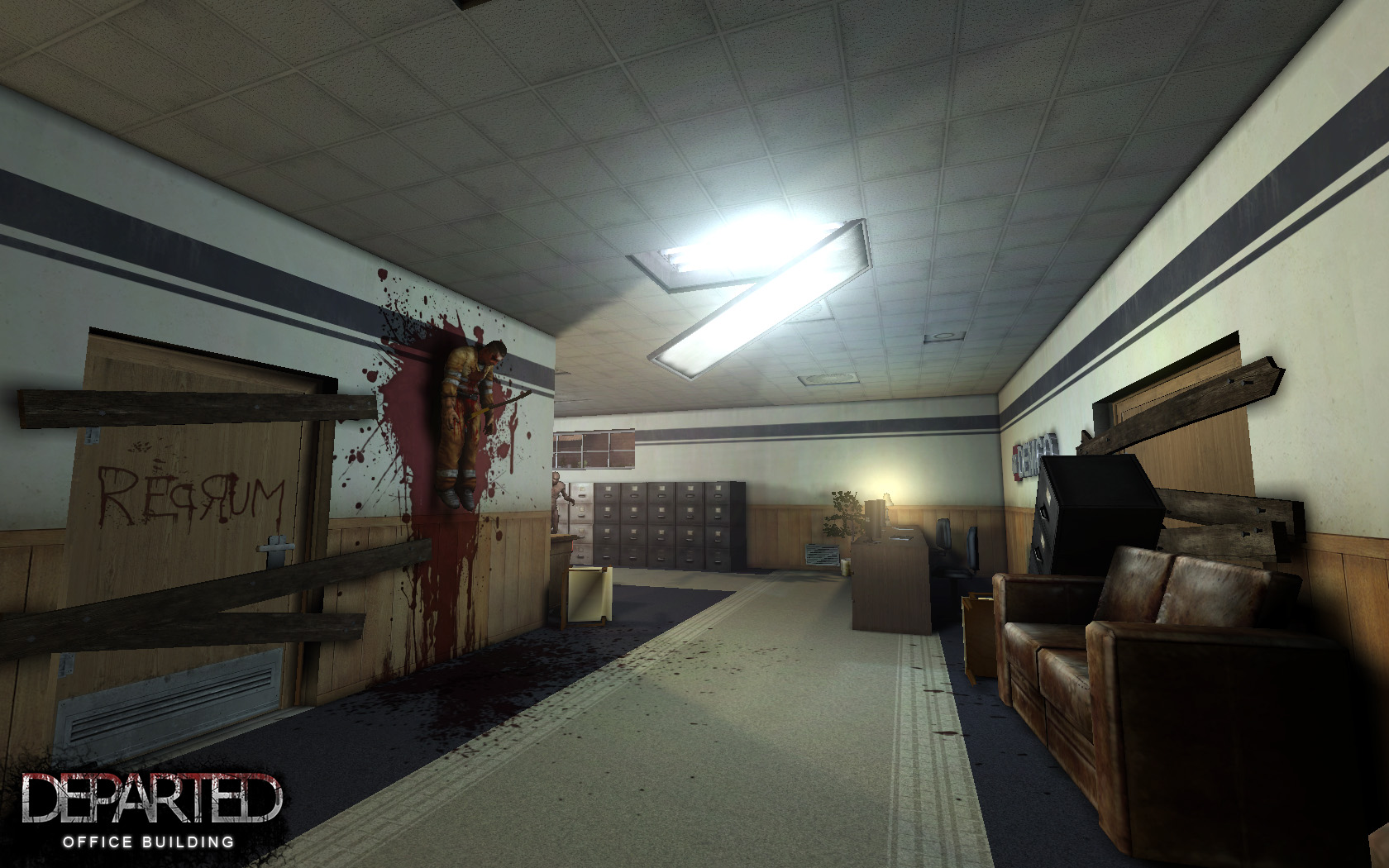
Killing Floor - Unreal Engine 2.

第2世代Unreal Engineは『Unreal Tournament 2003』向けに開発された。このエンジンはコアコードとレンダリングエンジンがUnrealEd 3によって完全に書き換えられた。また、『Unreal Tournament 2004』の乗り物を強化したKarma physics SDKも統合した。他の多くの要素も更新、改良されPlayStation 2、ニンテンドー ゲームキューブ、およびXboxをサポートした。UE2Xと呼ばれるUE2の特別バージョン（『Unreal Championship 2』で使用）はXboxに最適化された仕様が特徴である。またこのエンジンはUnrealの後継である『Unreal II The Awaking』にも使用されている（バージョンは『UT2003』のものと同等）。

### Unreal Engine 3
第3世代であり、今世代のUnreal Engine 3 (UE3) はDirectX（Windows、Xbox 360のバージョン9-11）に準拠している。同様にPlayStation 3やMac OS X、Linux、そしてiOSやAndroid、Adobe Flash Player 11のStage 3D、PlayStation Vita、Wii Uなどで使われているOpenGLも使用している。レンダラーはHDRRやパーピクセルライティング、ダイナミックシャドウなどの高度な技術に対応している。また、以前のバージョンで利用できたツールでもビルドでき、Stage 3DのハードウェアアクセラレートAPIを利用しAdobe Flash Player 11に対応し、移植された。エピックゲームズは今バージョンのエンジンを自社のゲームに使った。積極的なライセンス交付を繰り返し、多くの優秀なライセンサーからたくさんの支援を集めた。エピックゲームズはUnreal Engine 3がWindows 8およびWindows RTの両方で動作することを発表した。

#### 略歴
エンジンが開発されてから18ヶ月も経過した2004年にUnreal Engine 3のスクリーンショットが公開された。固定関数のパイプラインがいまだにサポートされていたUnreal Engine 2とは違い、Unreal Engine 3は完全にプログラムで制御できるシェーダーハードウェア（DirectX 9の時期にシェーダーモデル3.0を要求していた）を利用するように設計されていた。全ての光源計算が1バーテックス単位の代わりに1ピクセル単位でされた。レンダリングの側ではUnreal Engine 3にはガンマ補正ハイダイナミックレンジレンダラーへの対応も提供されていた。Id TECH4やCryENGINEに類似しており、UE3はコンテンツが高/低スペックのどちらでもかけ、ランタイムで整えられるように作られた。ゲームコンテンツを直接設計する前世代との代表的な相違点である。
コンシューマーゲームで初めに発売されたUnreal Engine 3を使用したゲームはGears of Warであり、初めに発売されたPCゲームはRoboBlitzであった。はじめはUnreal Engine 3はWindows、Xbox 360、PlayStation 3のプラットフォームにしか対応していなかったが、その後2010年にAndroidとiOSが追加された（初めのiOSタイトルはInfinity Bladeで、初めのAndroidタイトルはDungeon Defendersだった）。OS Xへの対応は2011年に追加された。
以下に、UE3の生涯で特に重要な更新をまとめる。
- Epic Gamesは2009年のGame Developers Conference (GDC) でUnreal Engine 3になされたいくつかの改善点を発表した。詳細は以下にあげる[13]。
  - Unreal Lightmass - グローバル・イルミネーション。次世代のエフェクトである高品位な静的ライティングを提供。例えば、正確な半影の柔らかな影や拡散反射、鏡面反射の相互反射、カラーブリーディングなどのこと。
  - 静的メッシュを破壊する効果を追加し、周囲環境の破壊をシミュレートする機能。
  - ソフトボディダイナミクス（物理）
  - 大規模な群集シミュレーション
- 2009年12月、エピックゲームズはAppleの第3世代iPod touch上でUE3を動かすデモンストレーションを行った。その際iPhone 3GSにはもちろん、2010年のCESでHP webOSとあかされた未確認のモバイルプラットフォームにも対応していると発言した[14]。これまでにそれはPowerVRのSGXチップで動作するPalmのwebOSやNvidiaのTegraプラットフォーム上のものだと明かされた。
- 2010年
  - 3月、Steamworksがソフトウェアに統合され、ライセンスを受けた[15]。
  - 6月
    - エピックゲームズはEpic Citadel（iOSのデバイス（iPhoneやiPod touch、iPadなどのデバイス）上でUnreal Engine 3動かすテックデモ）を公開した。
    - E3 2010の間マーク・レイン（Epic Games副社長）はTriOviz for Games Technologyの技術でXbox 360上で動く立体視のGears of War 2のテックデモを展示した。レインは次のようにComputer and Video Gamesにコメントした。「この技術は偉大だ。ただのHDTVで非常にハイエンドな3Dテレビと同じように動くのだから。我々はこれを3Dで再発売しようとは考えていないよ――マイクロソフトがそう望まなければ、ね――だが、その技術を我々のパートナーが作ったゲームで利用できるようにすることはやってみたいと思っている。」[16]

  - 11月、TriOviz for Games Technologyが公式にUnreal Engine 3に統合されることとなり[17][18]、立体視に変換することが容易くできるようになった。莫大な数の新旧のゲームがこのエンジンを用いてPS3やXbox 360用に開発された。
- 2011年
  - 3月現在、Unreal Engine 3はDirectX 11に対応している。Epic Gamesは「サマリアン」と題されたリアルタイムのデモンストレーションビデオでそれのプレゼンテーションを行った[19]。テッセレーションやディスプレースメントマッピング、MSAAを使った高度な髪のレンダリング、MSAAを使った遅延シェーディング、スクリーンスペースサブサーフェイス・スキャタリング、イメージベースドライティング（画像による光源演出）、看板の反射、光沢のある反射、反射した光の陰、ポイント・ライト・リフレクション（街灯やヘッドライトの反射）、ボケ、被写界深度などに対応した[20]。
  - 7月、Geomericsは彼らのリアルタイム・グローバル・イルミネーションの手法[21]Enlightenが現在Unreal Engine 3に組み込まれ、ライセンスが使用可能であると発表した[22]。
  - 11月、エピックゲームズはエンジンの今バージョンからAdobe Flash Playerに対応したと声明を出した[23]。
- 2012年5月、UE3にRealDの立体視技術への対応が追加された[24]。

#### Unreal Development Kit
Unreal Engine 3はモッダーが利用するには完全にオープンな仕様になったが、同時にエンジンのライセンサーはUE3を使って作られたゲームを発売し販売する機能が制限された。2009年12月、エピックゲームズはUnreal Development Kit (UDK) と呼称される、フリーのUE3のSDKをリリースした。これは一般に広く利用可能となり、ゲームの開発者はEpicに99米ドルの料金と、UDKを利用したゲームまたは商業アプリケーションによる収入が50,000ドルを超えている場合、そこから25%のロイヤリティーを支払うことで自分のゲームを販売することができるようになった。2010年12月のUDKのリリースでiOSゲームの作成機能がサポートされた。

#### ゲーム以外での使用例
ゲーム産業以外に、UE3は多くの非ゲームのプロジェクトにも採用されている。例えば：
- ジェイス・ホールはアレックス・パルディーのシュールな作品、Chadamを活気づけようと思いコンピュータゲームエンジンUE3を利用した伝統的な映像制作に懸命に取り組んだ[26]。
- 人気のある子供向けテレビ番組レイジータウンもグリーンスクリーンの前で演技をしている俳優や人形の映像と仮想のセットを合成するときにUE3を使用した[27]。
- 現時点ではβの段階であるアニメーションソフトウェア「Muvizu 3D」はUE3を利用している[28]。
- 2012年3月、FBIはエピックゲームズのUnreal Development Kitにトレーニング用のシミュレーターとして利用する許可を与えた。

### Unreal Engine 4
2005年8月18日、Epic Gamesの副社長マーク・レインはUnreal Engine 4が2003年から開発されていることを明らかにした。2008年半ばまで、開発はエピックゲームズの技術ディレクターであり創設者のティム・スウィーニー1人だけで行われていた。このエンジンはPCハードウェアとコンソールを主軸に置いている。
2012年2月、マーク・レインは「今年以降、皆さんがUnreal Engine 4を見ればショックを受けるだろう。」といった。Unreal Engine 4は来たる2012年のGame Developers Conferenceで限られた出席者にそのベールを脱ぎ、開発者のアラン・ウィラードがデモンストレーションを行ったエンジンの動画は2012年6月7日にGameTrailers TVを経由し一般に公開された。このデモの動画はGeForce GTX 580が取り付けられたPC上で作成され、同じくGeForce GTX 680が取り付けられたPCで動かすことができる。またUnrealScriptはUE4では提供されないことが発表された。
2014年3月20日、初版となる4.0.0をリリース。
UE4の主要な特徴の一つに事前に光源を計算する必要がなくなるボクセル・コーン・トレーシングを使用したリアルタイムのグローバル・イルミネーションがある。UE4はイテレーションの回数を減らし、C++のコードの直接的にアップデートできるようにするという特徴で新規の開発者を呼び込もうとしている。新しい「Kismet」デバッギングエンジンの特徴は開発者がコードをテスト中に直接映像にできることだ。その後開発者はソースコードに飛び、Visual Studioで編集することができる。ゲーム中の要素はゲーム世界をさらに容易に変化させられるように直接クリックすることができる。これは究極的にはテクニカルアーティストとデザイナーとプログラマーの境界があいまいになるということでもある。このことによってコードの編集が効率化し、ゲームのクリエイター達は同時進行で設定を調節することができるようになるだろう。ノードベースインターフェースを採用した「ブループリント ビジュアル スクリプティング システム」を搭載。これはUE3のKismet ビジュアルスクリプティング の後継であり、これまで一般にプログラマーしか使うことのできなかったツール等をデザイナーも利用できるようになった。

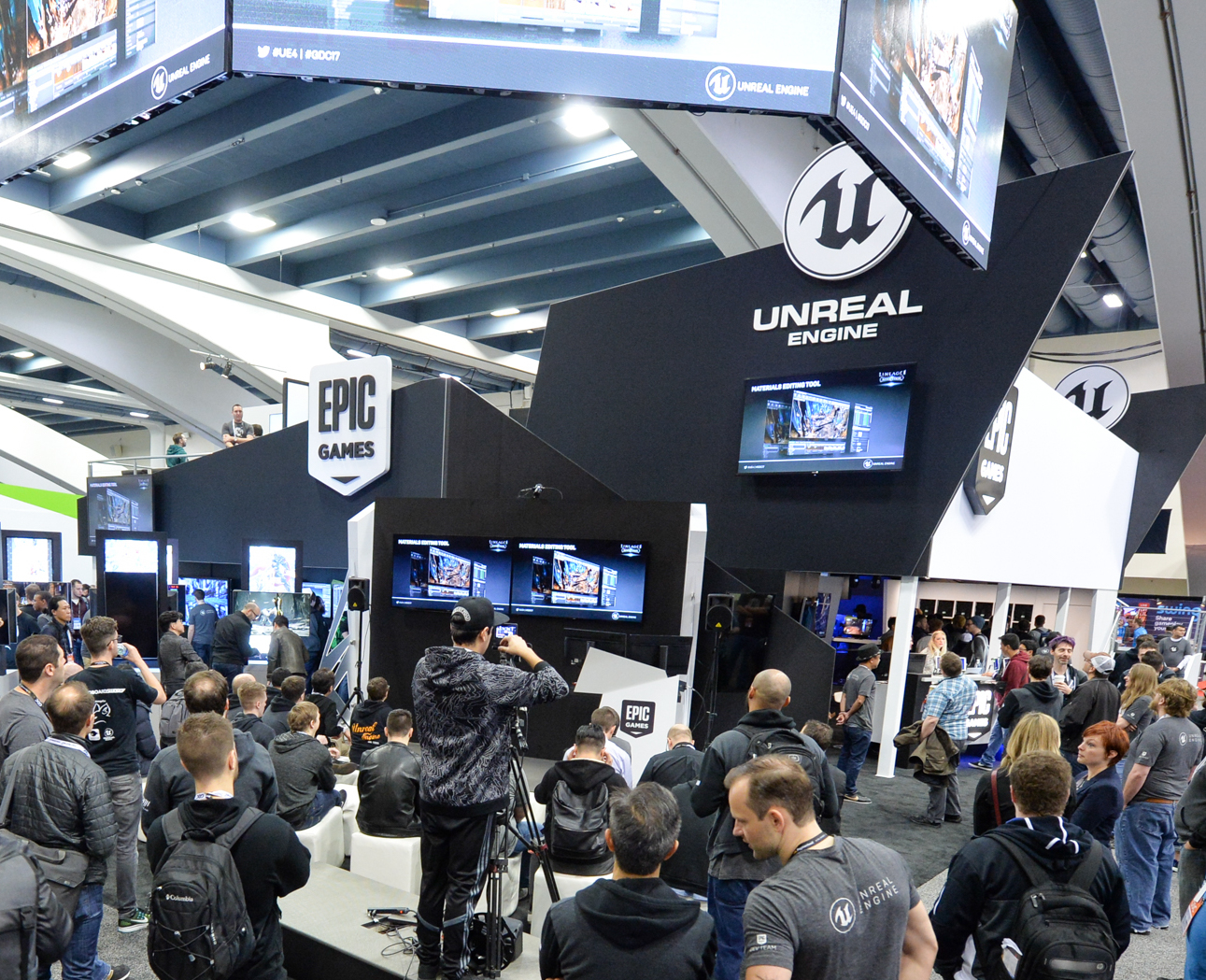
Unreal Engine ブース、GDC 2017

2015年3月2日、UE4は（将来の全てのアップデートも含めて）無料化となり、登録や使用するにあたってロイヤリティを支払う必要がない。以前はUE4を採用したゲームやアプリケーションごとに売り上げが四半期（3ヶ月）で3,000ドル以上あった場合は、5%のロイヤリティを支払う必要があったが、2020年5月13日の発表にて、四半期で100万ドルに変更された。また、この変更は2020年の第一四半期にまで遡って適用された。

#### ゲーム以外での使用例
- 2015年、マーザ・アニメーションプラネットがUE4を用いたフルCGアニメーション技術デモ『HAPPY FOREST』を公開[41]。
- 2017年、スマートフォン向けアプリ『レイヤードストーリーズ ゼロ』にて、アニメパートをUE4で制作[42]。
- 2019年
  - テレビアニメ『ノー・ガンズ・ライフ』にて、背景をUE4で制作。
  - 株式会社デンソーが自動運転システムにおけるUE4活用を発表[43]。
  - 劇場アニメ『ガールズ&パンツァー 最終章第2話』にて、ジャングル戦背景にUE4を活用[44]。
- 2020年
  - ロシアのアニメーション製作会社『ソユーズムリトフィルム』では、「Unreal Engine採用により、全52話の連続短編フルCGアニメ作品『はちみつ谷の謎』に登場するキャラクターの表情や背景及び衣装や小物などのディテール等、子供向け番組のワンコーナーの製作予算と製作時間で許容できる範囲内で最高の品質を実現できた」という[45][46]。
  - テレビアニメ『炎炎ノ消防隊 弐ノ章』にて、エンディングアニメーションをUE4で制作[47]。
  - 4.13から4.21で開発されたゲームはバグのためsetやsetxコマンドで環境変数OPENSSL_ia32capを0x20000000にするか4.22以降でビルドし直す必要がある[48]。
  - テレビアニメ『ヒーリングっど♥プリキュア』では、後期エンディングダンス映像の制作で用いられている[49]。

### Unreal Engine 5
2020年5月14日にPlayStation 5のプレイ映像で発表。PlayStation 5、Xbox Series X/S、PlayStation 4、Xbox One、Nintendo Switch、PC、Mac(Appleシリコン Macには暫定的な対応)、iOS、Androidに対応する。この時点で発表されているコア技術としてNaniteとLumenがあり、それぞれ今後のゲーム業界に革新的な進化を与えるものとなっている。2022年4月6日にフルバージョンをリリース。Unreal Engine 5.1の革命的な革新の1つは、ポリゴンを使用しないことが可能となったことである。
Nanite（ナナイト）
仮想化ジオメトリ技術で、数億ポリゴンを超える映画品質のモデルを直接扱えるようになる。製作者はLOD（詳細度）やノーマルマップの作成が不要となり、今後ゲーム開発が非常にスムーズなものになる。
Lumen（ルーメン）
完全動的なグローバル・イルミネーション（GI）技術で、UE4よりも高品質かつスピーディーなワークフローを実現する。開発デモ映像では30fpsでの動作となっていたが、正式リリース時には60fpsでの動作を目指すという。なお、鏡面反射などはサポートされていない。
2021年5月26日、UE5に関するオンラインイベントが行われ、UIの一新、World Partition、MetaSoundなどの新要素について言及された。イベント終了後にUE5早期アクセス版がリリースされ、同時に日本語翻訳を含むUE5ドキュメント、データサイズ100GBに及ぶサンプルプロジェクト「古代の谷」がリリースされた。